# بيثاني كعدي
بيثاني كعدي (29 آب\أغسطس 1981) وهي خبيرة طهي لبنانية- أمريكية، ومؤلفة كتب في مجال الطبخ؛ متخصصة في مأكولات البحر الأبيض المتوسط والشرق الأوسط وشمال إفريقيا، والمطبخ اللبناني تحديداً.

## نشأتها وحياتها
وُلدت بيثاني في هيوستن، تكساس لأم أمريكية وأب لبناني. وهي حفيدة المحامي، الكاتب والشاعر اللبناني كعدي فرهود كعدي (1904-2002) الذي نال وسام الأرز عام 1995.
نشأت بيثاني في حي الأشرفية في بيروت، لبنان؛ خلال سنوات الحرب الأهلية اللبنانية الأكثر اضطراباً، انتقلت مع عائلتها إلى قريتهم بسكنتا، حيث أنشأ والدها مزرعة الألبان.
وعندما كانت صغيرة انفصل والداها فعاشت مع والدها وعائلته في لبنان. تروي بيثاني كيف أنها كطفلة راقبت جدتها لوالدها وعماتها في تقاليد إعداد الطعام وحفظه وعن انغماسها في الطهي وتقاليده التراثية. وبدأت التجربة في المطبخ بنفسها في عمر 14 عاماً.

## حياتها العملية
نافست بيثاني على لقب ملكة جمال لبنان في عام 2001 في محاولة منها للفوز بجائزة نقدية وتأمين التمويل اللازم لإكمال دراستها في الجامعة الأمريكية في بيروت. حيث حصلت على مركز الوصيفة الأولى. وبسبب عدم الاستقرار السياسي، لم تُقم المسابقة في عام 2002، فأصبحت بيثاني الملكة تلقائياً، وطُلِبَ منها تمثيل لبنان في مسابقات ملكة جمال العالم 2002.
انتقلت بيثاني إلى ميامي، فلوريدا عام 2003، حيث عملت في العقارات والرهون العقارية. ولاستيائها من طبيعة التعاملات في الأعمال التجارية، أخذت بيثاني إجازة وسافرت إلى ماوي هاواي لزيارة أخواتها. وقد طلب منها عمها البقاء والمساعدة بأعمال وإدارة مطعمه المسمى Lahaina Store Grille and Oyster Bar.
وبعد مرور سنة كاملة انتقلت إلى لندن، إنجلترا عام 2008 مع زوجها البريطاني، حيث إكتشفت النشر عبر الإنترنت وبدأت بكتابة مدونتها حيث تنشر من خلالها إرث الطعام اللبناني. Dirty Kitchen Secrets
أسست بيثاني مدونة «تواصل مدوّني الطعام» في عام 2009، والذي هو حدث سنويا@ يقام لمدة ثلاثة أيام ويتضمن الجمع بين مدوني الطعام والمتخصصين في هذا المجال. في الوقت الذي تم تأسيس فيه «تواصل مدوني الطعام» اقيم أول مؤتمر اوربي لمدونات الطعام.
أسست بيثاني «مذاق لبنان» في عام 2010، وهي مجموعة متاجر سياحية والتي توفر جولات سياحية برفقة مرشدين في أرجاء البلاد. عملت منذ ذلك الحين مع وزارة السياحة اللبنانية في قيادة رحلات صحفية في جميع أنحاء البلد.
في عام 2011، نشرت الصحيفة الوطنية البارزة لمحة عن بيثاني إشادة إلى مدونتها «تبسيط فهم (إزالة الغموض عن) مطبخ الشرق الأوسط». وفي عام 2012، اختيرت بيثاني من قبل مونوكلي ميديتيرانيو كواحدة من سفراء مطابخ البحر المتوسط الأربعة، ممثلةً عن لبنان.
في 4 تموز (يوليو) 2013، نُشر كتاب الطبخ الأول لبيثاني وعنوانه (The Jewelled Kitchen - المطبخ المُرصع بالجواهر) (ردمك 978-1848990623)، الذي اختارته ديلي تلغراف كتاب الأسبوع؛ وحصل على جائزة كتاب الطبخ العالمي جورماند، كما سلّط الضوء عليه في نيويورك تايمز كواحد من أبرز كتب الطبخ لعام 2013.
في الأول من تشرين الأول (أكتوبر)، نشرت بيثاني كتابها (Pomegranates and Pine Nuts - رمّان وصنوبر) (ردمك 978-1848990883)

## الإعلام
انتقلت بيثاني إلى مصر في تشرين الثاني عام 2014، وبقيت فيها لمدة شهرين لتصوير برنامج «المذاق العربي» حيث كانت واحدة من ضمن 4 مدربين، إلى جانب أنيسة الحلو والطاهي الشهير علاء الشربيني. بدأ بث البرنامج على قناة «النهار» المصرية في 25 كانون الأول 2014. وظهرت أيضا في البرنامج المسمى سوق المأكولات: مغامرة كبيرة ومثالية.

## الشهادات والجوائز
- The Jewelled Kitchen won the Gourmand World Cookbook Award[7]
- ملكة جمال لبنان، الوصيفة الأولى لعام 2001
- ملكة جمال لبنان في مسابقة ملكة جمال العالم 2002.